# Steve McQueen
Terence Steven "Steve" McQueen (24 tháng 3 năm 1930 – 7 tháng 11 năm 1980) là diễn viên Mỹ. có biệt danh là "The King of Cool"

## Phim
| Năm  | Phim                              | Vai                            | Ghi chú                                                               |
| ---- | --------------------------------- | ------------------------------ | --------------------------------------------------------------------- |
| 1953 | Girl on the Run                   | Extra                          | Uncredited                                                            |
| 1955 | Goodyear Playhouse                |                                | TV series (1 episode: "The Chivington Raid")                          |
| 1956 | The United States Steel Hour      | Bushy                          | TV series (1 episode: "Bring Me a Dream")                             |
| 1956 | Somebody Up There Likes Me        | Fidel                          | Uncredited                                                            |
| 1957 | Studio One in Hollywood           | Joseph Gordon                  | TV series (2 episodes)                                                |
| 1957 | West Point                        |                                | TV series (1 episode: "Ambush")                                       |
| 1957 | The 20th Century-Fox Hour         | Kinsella                       | TV series (1 episode: "Deep Water")                                   |
| 1957 | The Big Story                     | Chuck Milton                   | TV series (1 episode: "Malcolm Glover of the San Francisco Examiner") |
| 1958 | Climax!                           | Anthony Reeves / Henry Reeves  | TV series (1 episode: "Four Hours in White")                          |
| 1958 | Tales of Wells Fargo              | Bill Longley                   | TV series (1 episode: "Bill Longley")                                 |
| 1958 | Trackdown                         | Josh Randall/Mal Cody/Wes Cody | TV series (2 episodes)                                                |
| 1958 | Never Love a Stranger             | Martin Cabell                  |                                                                       |
| 1958 | The Blob                          | Steve Andrews                  |                                                                       |
| 1958 | Wanted: Dead or Alive             | Josh Randall                   | TV series (94 episodes)                                               |
| 1959 | The Great St. Louis Bank Robbery  | George Fowler                  |                                                                       |
| 1959 | Never So Few                      | Bill Ringa                     |                                                                       |
| 1959 | Alfred Hitchcock Presents         | Bill Everett                   | TV series (1 episode: "Human Interest Story")                         |
| 1960 | Alfred Hitchcock Presents         | Gambler                        | TV series (1 episode: "Man from the South")                           |
| 1960 | The Magnificent Seven             | Vin Tanner                     |                                                                       |
| 1961 | The Honeymoon Machine             | Lt. Ferguson "Fergie" Howard   |                                                                       |
| 1962 | Hell Is for Heroes                | Reese                          |                                                                       |
| 1962 | The War Lover                     | Capt. Buzz Rickson             |                                                                       |
| 1963 | The Great Escape                  | Hilts "The Cooler King"        |                                                                       |
| 1963 | Soldier in the Rain               | Sgt. Eustis Clay               |                                                                       |
| 1963 | Love with the Proper Stranger     | Rocky Papasano                 |                                                                       |
| 1965 | Baby the Rain Must Fall           | Henry Thomas                   |                                                                       |
| 1965 | The Cincinnati Kid                | The Cincinnati Kid             |                                                                       |
| 1966 | Nevada Smith                      | Nevada Smith                   |                                                                       |
| 1966 | The Sand Pebbles                  | Jake Holman                    | Nominated - Academy Award for Best Actor in a Leading Role            |
| 1967 | Think Twentieth                   | Himself                        | Documentary short                                                     |
| 1968 | The Thomas Crown Affair           | Thomas Crown                   |                                                                       |
| 1968 | Bullitt                           | Lt. Frank Bullitt              |                                                                       |
| 1969 | The Reivers                       | Boon Hogganbeck                |                                                                       |
| 1971 | Le Mans                           | Michael Delaney                |                                                                       |
| 1971 | On Any Sunday                     | Himself                        | Documentary                                                           |
| 1972 | Junior Bonner                     | Junior "JR" Bonner             |                                                                       |
| 1972 | The Getaway                       | Doc McCoy                      |                                                                       |
| 1973 | Bruce Lee: The Man and the Legend | Himself                        | Documentary; uncredited                                               |
| 1973 | The Magnificent Rebel             | Himself                        | Documentary short                                                     |
| 1973 | Papillon                          | Henri 'Papillon' Charriere     |                                                                       |
| 1974 | The Towering Inferno              | Chief Mike O'Hallorhan         |                                                                       |
| 1976 | Dixie Dynamite                    | Dirt-bike Rider                | Uncredited                                                            |
| 1978 | An Enemy of the People            | Dr. Thomas Stockmann           | Also executive producer                                               |
| 1980 | Tom Horn                          | Tom Horn                       | Also executive producer                                               |
| 1980 | The Hunter                        | Papa Thorson                   |                                                                       |

## Giải thưởng
Academy Awards
- (1967) Đề cử – Best Actor in a Leading Role trong The Sand Pebbles

Golden Globe Awards
- (1964) Đề cử – Best Actor – Motion Picture Drama trong Love with the Proper Stranger
- (1967) Đề cử – Best Actor – Motion Picture Drama trong The Sand Pebbles
- (1970) Đề cử – Best Actor – Motion Picture Musical or Comedy trong The Reivers
- (1974) Đề cử – Best Actor – Motion Picture Drama trong Papillon

Moscow International Film Festival
- (1963) - chiến thắng - Best Actor trong The Great Escape[4]